# In the Mood (Rush)
In the Mood è un brano del gruppo rock canadese Rush, pubblicato dall'etichetta discografica Mercury Records nel 1974 come lato A del secondo singolo estratto da Rush , l'album di debutto del gruppo, l'unico con John Rutsey alle percussioni. Nella facciata B è presente What You're Doing, brano proveniente dal medesimo album.

## Il disco
In the Mood
È uno dei rari brani nel catalogo del gruppo scritto esclusivamente da Geddy Lee, si tratta forse della sua prima composizione, risalente a circa il 1970 ed è uno dei pochi brani dei Rush a trattare tematiche amorose.
In the Mood è stata inserita nella scaletta delle esibizioni dal vivo fino al Presto Tour del 1990, spesso posta nel finale del concerto. Nel 1976 e 1977 è stata eseguita anche in medley con Fly by Night. Proprio una di queste versioni è stata in seguito pubblicata come singolo discografico in occasione dell'uscita del primo album dal vivo del gruppo, All the World's a Stage. Spesso nelle interpretazioni dal vivo la frase del testo "Hey, baby, it's a quarter to eight" è stata modificata inserendo un nome femminile al posto della parola "baby". In the Mood è stata una delle tre canzoni suonate dal gruppo dal vivo nella trasmissione televisiva Don Kirshner's Rock Concert il 16 ottobre 1974; gli altri brani eseguiti sono stati Best I Can e Finding My Way. Versioni live di In the Mood si possono trovare nei video A Show of Hands, Exit...Stage Left e Grace Under Pressure Tour. Tutte queste interpretazioni presentano Neil Peart alla batteria; una versione live incompleta con John Rutsey alle percussioni si può trovare nei contenuti extra del cofanetto R40 che include il concerto della primavera 1974 presso la Laura Secord Secondary School di St. Catharines.
What You're Doing
Energico brano basato su un riff derivato da quello di Heartbreaker dei Led Zeppelin, dal testo semplice ed immediato.
What You're Doing è stata inserita nella scaletta dei primi concerti del gruppo fino al 2112 Tour nel 1977,  e in seguito nel tour R40 Live del 2015. Le versioni dal vivo sono presenti negli album All the World's a Stage e R40 Live.

## Tracce
Il singolo pubblicato per il mercato statunitense contiene le seguenti tracce:
1. In the Mood - 3:16 (Lee)
2. Whah You're Doing  - 4:19 (Lee, Lifeson) (lato B)

## Formazione
- Geddy Lee – voce e basso
- Alex Lifeson – chitarra e cori
- John Rutsey – batteria e cori

## Cover
What You're Doing è stata ripresa da alcuni artisti:
- dal gruppo heavy metal statunitense Skid Row nell'Ep B-Side Ourselves del 1992
- dagli svedesi Spearfish nell'album di cover Back for the Future del 2000

Di In the Mood è presente una versione del gruppo rock canadese Sloan nella colonna sonora per il film FUBAR del 2002.